# 布莱德 (卢森堡)
布莱德（法語：Boulaide，法語發音：[bulɛd]）是卢森堡西北部维尔茨县的一个市镇。 
1976年，该镇竖立了一座纪念碑，以纪念美国第35步兵师（35th Infantry Division）在第二次世界大战期间解放了该镇。 